# سینما برلیان
سینما برلیان از سینماهای قدیمی تهران است که در حال حاضر غیر فعال است. این سینما در سال ۱۳۲۸ هجری شمسی به سفارش خانم مایاک توسط مهندسان روس ساخته شده بود. سینما برلیان با مساحتی حدود ۱۰۰۰ متر مربع، دارای سالنی با گنجایش ۲۲۰ نفر بود و در ردیف سینماهای درجه سه قرار داشت و به‌مدت ۵۴ سال فعال بود. این سینما در تقاطع خیابان جمهوری و خیابان لاله‌زار قرار دارد.